# Tour de Galípoli
El Tour de Galípoli (oficialmente: Tour of Gallipoli) fue una competición ciclista profesional turca que se disputaba en la península de Galípoli, a finales del mes de septiembre.
Su única edición fue en 2011 como carrera por etapas (4 etapas extendiéndose hasta principios del mes de octubre) formando parte del UCI Europe Tour, dentro de la categoría 2.2 (última categoría del profesionalismo).

## Palmarés
| Año  | Ganador      | Segundo   | Tercero       |
| ---- | ------------ | --------- | ------------- |
| 2011 | Recep Ünalan | Blaž Jarc | Igor Dementev |

## Palmarés por países
| País    | Victorias |
| ------- | --------- |
| Turquía | 1         |